# Harmostela hespera
Harmostela hespera är en mångfotingart som beskrevs av Chamberlin 1941. Harmostela hespera ingår i släktet Harmostela och familjen storjordkrypare. Inga underarter finns listade i Catalogue of Life.